# Нижнелужицкие пустоши

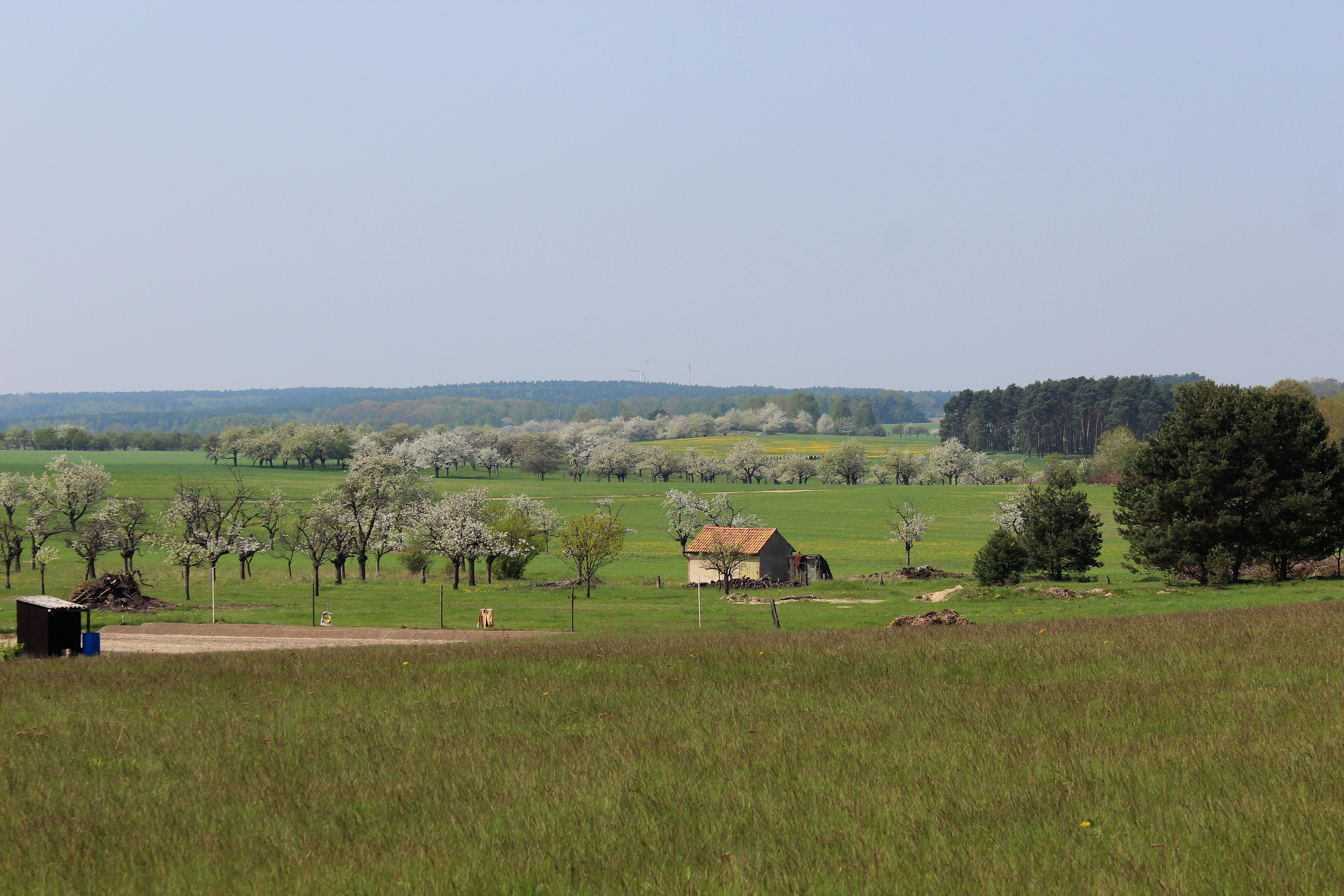
Пейзаж

Природный парк Нижнелужи́цкие пу́стоши (или Нижнелужицкая пустошь; нем. Naturpark Niederlausitzer Heidelandschaft) находится в Германии на юге земли Бранденбург. Общая площадь составляет около 484 км². Основан 24 мая 1996 года. Название связано с историко-географической областью Нижняя Лужица.
Основную часть парка составляют обширные лесные и пустошные участки, являющиеся домом для редких видов растений и животных. Природный ландшафт Нижнелужицких пустошей сформировался примерно 180 тысяч лет назад после окончания периода Днепровского оледенения.